# B. Szabó Mihály
B. [Bessenyői] Szabó Mihály (Esztergom, 1859. január 7. – Budapest, 1940. november 28.) Esztergom vármegye főjegyzője, 1905-1906-ban Hont vármegye főispánja, a „Csonka Magyarország nem ország, egész Magyarország mennyország” frázis megalkotója volt.

## Életrajza
Családja 1640-ben kapott nemesi címet. Nemesi előnevük a bessenyői lett Bessenyő (mai nevén Besenyőtelek) után. Apja, Szabó Iván Imre, egy időben Esztergom vármegye főjegyzője, míg nagybátyja, Szabó Sándor főszolgabírója volt. Mihály apja nyomdokait követve szintén Esztergom vármegye főjegyzője lett. A közigazgatási pálya mellett az esztergomi Széchenyi Kaszinó színi társulatának egyik szervezője is volt.
Az 1905-ös választások után a kibontakozó 1905–1906-os magyarországi belpolitikai válság során elfogadta Hont vármegye főispáni tisztségét, amivel gyakorlatilag kiírta magát Esztergom közéletéből. A válság 1906-os megoldásával megbizatása is megszűnt, ezután Únyon telepedett le.
1920-ban a Területvédő Liga és a Védő Ligák Szövetsége a trianoni békeszerződés aláírása után pályázatot hirdetett egy maximum húsz szavas imára, fohászra, illetve egy maximum tíz szavas jelmondat megírására, amik hűen tudják kifejezni, hogy az ország nem nyugszik bele területei elvesztésébe és minden lehetséges módon küzdeni fog azok visszaszerzéséért. B. Szabó Mihály erre a pályázatra küldte be a „Csonka Magyarország nem ország, egész Magyarország mennyország” jelmondatot, amivel meg is nyerte azt. (a fohász kategória győztese a Magyar Hiszekegy lett)
Közigazgatási szakmai írásai mellett költeményeket, elbeszéléseket és tárcákat publikált a helyi lapokban. 
Haláláról a Pesti Hírlap 1940. december 7-i kiadásában számoltak be a pontos dátum említése nélkül.

## Írásai
- Esztergom vármegye szabályrendeletei (Esztergom, 1897)